# Porotrichum cavifolium
Porotrichum cavifolium är en bladmossart som beskrevs av Brotherus 1917. Porotrichum cavifolium ingår i släktet Porotrichum och familjen Neckeraceae. Inga underarter finns listade i Catalogue of Life.